# Eilidh McIntyre
Eilidh Jane McIntyre (Winchester, 4 juni 1994) is een Brits zeilster.
McIntyre werd in 2019 met haar partner Hannah Mills wereldkampioen en in 2020 olympisch kampioen.
Haar vader Mike McIntyre werd in 1988 olympisch kampioen in de 
Star.

## Resultaten

### Wereldkampioenschappen
| Jaar | Plaats        | Resultaten |
| ---- | ------------- | ---------- |
| 2010 | 's-Gravenhage | 49e 470    |
| 2013 | La Rochelle   | 5e 470     |
| 2014 | Santander     | 9e 470     |
| 2017 | Thessaloniki  | 470        |
| 2018 | Aarhus        | 470        |
| 2019 | Enoshima      | 470        |

### Olympische Zomerspelen
| Jaar | Plaats | Resultaten |
| ---- | ------ | ---------- |
| 2021 | Tokio  | 470        |

1988: Lynne Jewell / Allison Jolly ·
1992: Patricia Guerra / Theresa Zabell ·
1996: Begoña Vía Dufresne / Theresa Zabell ·
2000: Jenny Armstrong / Belinda Stowell ·
2004: Sofia Bekatorou / Aimilia Tsoulfa ·
2008: Elise Rechichi / Tessa Parkinson ·
2012: Jo Aleh / Polly Powrie ·
2016: Saskia Clark / Hannah Mills ·
2020: Hannah Mills / Eilidh McIntyre